# Guillem Umbert de Basella
Guillem Umbert de Basella, o a efectes dels cronologistes, Guillem Umbert II de Montseny (? - Girona, 31 de maig de 1151) fou un magnat català del segle xii, quart baró de Montseny.

## Orígens familiars
Fill del primer matrimoni de Guillem Umbert i net del famós Umbert Odó, senyor del Montseny o de Sesagudes i de la no menys important Sicardis de Montsoriu; era nebot dels difunts Bernat Umbert, bisbe de Girona, i de Bernat Gausfred, que com gendre d'Umbert Odó, pel seu casament amb Guisla, era el senyor del castell de Palafolls. Els seus avis havien reunit a llurs baronies extensos territoris a l'actual comarca de La Selva, com els castells de les Agudes i Miravalls al Montseny, amb una bona part de la conca del riu Tordera, comprès el burg i mercadal de Sant Celoni, diversos alous a Maçanet i, a la costa, els termes dels castells de Montpalau, Palafolls i Lloret. Guillem Umbert tenia, a més del patrimoni procedent de la banda paternal, nombrosos feus i possessions a l'Empordà que li havien pervingut de la seva mare.
|  |                                  |  |  |  |  |  |  |  |  |  |  |  |  |  |  |  |
|  | 8. Odó de Sesagudes              |  |  |  |  |  |  |  |  |  |  |  |  |  |  |  |
|  |                                  |  |  |  |  |  |  |  |  |  |  |  |  |  |  |  |
|  |                                  |  |  |  |  |  |  |  |  |  |  |  |  |  |  |  |
|  | 4. Umbert de Sesagudes           |  |  |  |  |  |  |  |  |  |  |  |  |  |  |  |
|  |                                  |  |  |  |  |  |  |  |  |  |  |  |  |  |  |  |
|  |                                  |  |  |  |  |  |  |  |  |  |  |  |  |  |  |  |
|  | 9. Gerberga                      |  |  |  |  |  |  |  |  |  |  |  |  |  |  |  |
|  |                                  |  |  |  |  |  |  |  |  |  |  |  |  |  |  |  |
|  |                                  |  |  |  |  |  |  |  |  |  |  |  |  |  |  |  |
|  | 2. Guillem Umbert I de Montseny  |  |  |  |  |  |  |  |  |  |  |  |  |  |  |  |
|  |                                  |  |  |  |  |  |  |  |  |  |  |  |  |  |  |  |
|  |                                  |  |  |  |  |  |  |  |  |  |  |  |  |  |  |  |
|  | 20. Sunifred                     |  |  |  |  |  |  |  |  |  |  |  |  |  |  |  |
|  |                                  |  |  |  |  |  |  |  |  |  |  |  |  |  |  |  |
|  |                                  |  |  |  |  |  |  |  |  |  |  |  |  |  |  |  |
|  | 10. Amat de Montsoriu            |  |  |  |  |  |  |  |  |  |  |  |  |  |  |  |
|  |                                  |  |  |  |  |  |  |  |  |  |  |  |  |  |  |  |
|  |                                  |  |  |  |  |  |  |  |  |  |  |  |  |  |  |  |
|  | 21. Aurúcia                      |  |  |  |  |  |  |  |  |  |  |  |  |  |  |  |
|  |                                  |  |  |  |  |  |  |  |  |  |  |  |  |  |  |  |
|  |                                  |  |  |  |  |  |  |  |  |  |  |  |  |  |  |  |
|  | 5. Sicardis de Montsoriu         |  |  |  |  |  |  |  |  |  |  |  |  |  |  |  |
|  |                                  |  |  |  |  |  |  |  |  |  |  |  |  |  |  |  |
|  |                                  |  |  |  |  |  |  |  |  |  |  |  |  |  |  |  |
|  | 11. Sança                        |  |  |  |  |  |  |  |  |  |  |  |  |  |  |  |
|  |                                  |  |  |  |  |  |  |  |  |  |  |  |  |  |  |  |
|  |                                  |  |  |  |  |  |  |  |  |  |  |  |  |  |  |  |
|  | 1. Guillem Umbert II de Montseny |  |  |  |  |  |  |  |  |  |  |  |  |  |  |  |
|  |                                  |  |  |  |  |  |  |  |  |  |  |  |  |  |  |  |
|  |                                  |  |  |  |  |  |  |  |  |  |  |  |  |  |  |  |
|  | 3. Guillema                      |  |  |  |  |  |  |  |  |  |  |  |  |  |  |  |
|  |                                  |  |  |  |  |  |  |  |  |  |  |  |  |  |  |  |
|  |                                  |  |  |  |  |  |  |  |  |  |  |  |  |  |  |  |

## Núpcies i descendents
Es va casar amb Agnès i va tenir una filla, Beatriu de Montseny.

## Fets destacats
El 1113 va recuperar el castell de Montpalau, del qual Ramon Berenguer I va desposseir el seu pare. La recuperació es feu sota el govern de Ramon Berenguer III, qui va obligar a Guillem Umbert a retre vassallatge al vescomte Guerau II de Cabrera.

## Testament
A la seva mort, es coneixen dues disposicions de darrera voluntat. La primera està feta segons la quarta modalitat establerta del Liber ludiciorum. La conditio d'aquella darrera voluntat tingué lloc a l'altar de santa Anastàsia de la Seu de Girona el dia 3 de juny de 1151. Però no es fa en presència del jutge, com exigia la llei gòtica per aquesta modalitat verbal de darrera voluntat, sinó a la de l'arquebisbe de Tarragona Bernat de Tort i del bisbe de Girona Berenguer de Llers. En foren testimonis Ponç II, comte d'Empúries, Arnau de Llers, Bernat de Palol, el diaca Ramon abat de Sant Feliu, el prevere i canonge Pere Borrell, el diaca Bertran de Monells i Bernat de Torroella.
L'altra disposició ja és un veritable testament i es publica segons la primera modalitat de la Llei Gòtica. Noranta anys després es va inserir en un cartoral procedent de la
Comanda dels Hospitalers de Sant Celoni. El text explica que Guillem Umbert, trobant-se malalt, el dia 26 de maig de 1151 feu escriure el seu testament en tauletes encetades i el signà de la seva mà. Tres dies després, o sia el 29 de maig, el feu passar en pergamí i tot seguit el tornà a signar, pregant als testimonis que també signessin. Després entrà en estat de sopor i morí el dia 31 d'aquell mes.
La publicació d'aquell testament escrit es feu dins del termini legal i se celebrà el primer de juliol de 1151 a l'altar de Sant Climent de Tor, davant dels sacerdots Carbonell (de l'orde de l'Hospital), Guillem i Josep i del jutge Miró. Hi foren també presents Guillem de Sant Mori, Guillem Arnau de Vilacolum, Arnau de Fortià, Ramon de Gaüses, Guerau de Basella, Berenguer de Mata i Palet. En llevà l'escriptura el prevere Ramon. Els testimonis de l'autenticitat del testament escrit, foren Gelabert de Cruïlles i Guillem Olivar.
Guillem Umbert manà ser enterrat al cementiri del Monestir de Sant Pere de Rodes.